# Keith Godchaux
Keith Richard Godchaux (19. července 1948, Seattle, Washington, USA – 23. července 1980, Marin County, Kalifornie, USA) byl americký rockový klávesista, nejvíce známý jako člen skupiny Grateful Dead v letech 1971–1979. Krátce také hrál se skupinou Heart of Gold Band.